# Antikomutativnost
Antikomutativnost je svojstvo koje zadovoljava binarna operacija {\displaystyle *} na skupu S kada vrijedi:
{\displaystyle (\forall x,y\in S)\quad x*y=-(y*x)}
Primjeri antikomutativnih operacija su oduzimanje i vektorski produkt. Antikomutativnost se pojavljuje i pri množenju imaginarnih jedinica kvaterniona.